# Liste der Berge in Utah
Die folgende Liste der Berge in Utah zeigt eine auf der entsprechenden Kategorie der englischsprachigen Wikipedia basierende Auswahl der Berge im US-amerikanischen Bundesstaat Utah. Zu den Bergen ist jeweils die Höhe sowie eine nähere Bezeichnung zur Lage angegeben, entweder ein Ort oder ein Gebirge.
| Name des Berges        | Höhe in m   | Lage: Gebirge oder Ort   |
| ---------------------- | ----------- | ------------------------ |
| Abajo Peak             | 3463        | Abajo Mountains          |
| Bald Mountain          | 3640        | Uinta Mountains          |
| Ben Lomond Mountain    | 2960        | Wasatchkette             |
| Book Cliffs            |             |                          |
| Boulder Mountain       | 3449        | Aquarius Plateau         |
| Coyote Buttes          |             |                          |
| Delano Peak            | 3709        | Tushar Mountains         |
| Deseret Peak           | 3362        | Stansbury Mountain Range |
| Mount Ellen            | 3512        | Henry Mountains          |
| Granite Mountain       |             |                          |
| Great White Throne     | 2056        | Zion-Nationalpark        |
| Kings Peak             | 4123        | Uinta Mountains          |
| Lone Peak              | 3429        | Wasatchkette             |
| Mount Agassiz          | 3788        | Uinta Mountains          |
| Mount Peale            | 3877        | La Sal Mountains         |
| Navajo Mountain        | 3148        | freistehend              |
| Mount Nebo             | 3636        | Wasatchkette             |
| Notch Peak             | 2943        | Sawtooth Mountain        |
| Mount Olympus          | 2751        | Wasatchkette             |
| Pfeifferhorn           | 3452        | Wasatchkette             |
| Santa Clara Volcano    | 1465        | Diamond Valley           |
| Thousand Lake Mountain | 3443        | Aquarius Plateau         |
| Mount Timpanogos       | 3581        | Wasatchkette             |
| Twin Peaks             | 3502 / 3453 | Wasatchkette             |
| Y Mountain             | 2597        | Wasatchkette             |

- Karte mit allen verlinkten Seiten:
- OSM |
- WikiMap